# Gjógvaráfjall
Gjógvaráfjall er et 345 meter højt fjeld i bygden Vágur på Suðuroy i Færøerne. Fjeldet ligger nord for Vágseiði i den vestlige del af bygden. Nogle af husene i Vágur er opført på Gjógavaráfjall. Den lille elv Gjógvará er opkaldt efter fjeldet. Á betyder elv på færøsk og Gjógv er det færøske ord for kløft.
Syd for Gjógvaráfjall ligger fjeldene Vágseiði, Múlin og Múlatangi og mod nord Fámara.